# 134244 De Young
134244 De Young este un asteroid din centura principală de asteroizi.

## Descriere
134244 De Young este un asteroid din centura principală de asteroizi. A fost descoperit pe 6 ianuarie 2006 la Calvin-Rehoboth de Lawrence A. Molnar (astronom). Asteroidul prezintă o orbită caracterizată de o semiaxă mare de 2,73 ua, o excentricitate de 0,18 și o înclinație de 7,7° în raport cu ecliptica.